# ماكسويل هنري غلاك
ماكسويل هنري غلاك (بالإنجليزية: Maxwell Henry Gluck)‏ هو دبلوماسي أمريكي، ولد في 4 نوفمبر 1899 في كوميرك في الولايات المتحدة، وتوفي في 21 نوفمبر 1984 في لوس أنجلوس في الولايات المتحدة.